# طعام الفقراء

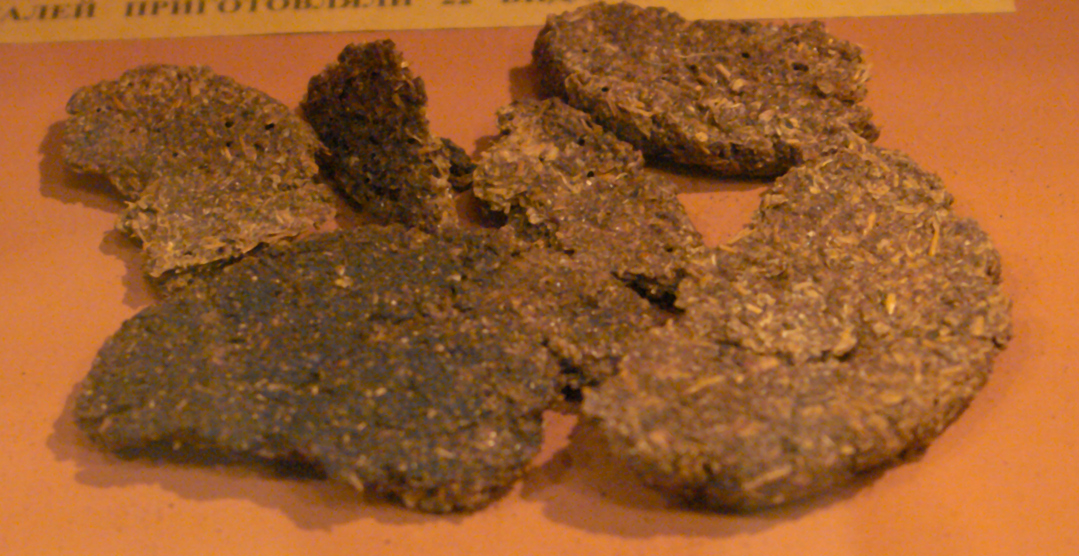
أخباز مصنوعة من الرغل والنخالة ومقلية في زيت المحركات كانت تؤكل خلال حصار لينينغراد

طعام الفقراء أو طعام المجاعة هو طعام رخيص ومتوفر للتغذية العامة في أوقات العوز الشديد والجوع كخلال الحروب المجاعات أو الانهيار الاقتصادي. عادة ما يتم ربط طعام الفقراء بأوقات الشدة والحرمان حيث يرفض عند توفر الغذاء العادي. يعتبر تصنيف نوع معين من الأطعمة على أنه طعام للفقراء ظاهرة اجتماعية حيث يصنف الكركند والقشريات في بعض المجتمعات على أنها طعام للفقراء بينما تعتبر من أصناف الأطعمة الفاخرة في مجتمعات أخرى وقد يتغير ذلك التصنيف مع مرور الوقت.
في الغالب يكون طعام الفقراء غير مغذي أو يفتقد إلى المذاق وذلك بسبب أنه يصنع بكميات كبيرة وللبقاء صالح لفترة طويلة ؛ و لكن في كثير من الأحيان يبقى الكثيرون متشبثين بذلك النوع من الأطعمة حتى بعد انقضاء فترة النقص ووجود بديل أفضل وأكثر تغذية.

## أمثلة
أدناه بعض الأمثلة على أطعمة مصنفة على أنها طعام للفقراء والتي شاعت في أوقات المجاعة والحروب
- خبز الجوز المصنوع من جوز المايا التي شاع زراعتها عند شعب المايا وأصبح يصنف على أنه طعام للفقراء الآن في أمريكا الوسطى.
- اللفت : شاع استعماله كطعام للفقراء في أوروبا خلال الحربين العالميتن الأولى والثانية و لازل بذات غير شائع في ألمانيا.
- تصنف النباتات من جنس زانثوسوما في بولينيزيا و التي تعرف محاليا بآبي على أنها طعام للفقراء يؤكل فقط عن فشل محاصيل القلقاس.
- فاكهة نوني و تعرف أيضا بفاكهة المجاعة، هي فاكهة ذات رائحة فواحة وقوية و مذاق مر وتصنف على أنها طعام الجوع الشديد.
- بعض أنواع عشب البحر والتي تشمل كنافة البحر والطحلب الإيرلندي. شاع أكلها من قبل فلاحي الساحل خلال مجاعة البطاطا الإيرلندية من 1846-1848.
- شمام نارا في جنوب أفريقيا هو صنف من الفاكهة التي تأكل كملاذ أخير.
- بصيلات زنبق السيجو و التي كانت تؤكل من قبل الرواد المورمن عند فشل محاصيلهم.
- بصيلات الخزامى والشمندر شاع أكلها خلال الاحتلال الألماني لهولندا في فترة شتاء الجوع من 1944-1945.
- خبز لحاء الشجر هو خبر مصنوع من حبوب الجاودار والبيتو(والذي هو دقيق مصنوع من طبقة الكامبيوم الوعائي ولحاء الصنوبر الأسكتلندي). ينتج عن ذلك خبز غامق اللون مغذي ولكن قاسي جدا وخالي من الطعم.أيضا استعمل القش و نشارة الخشب في صنع خبز البديل في فنلندا.
- في ما مضى كانت تعتبر الأسماك والمحار طعام للفقراء في ولاية ماين و ساحل كندا الأطلسي وكان الناس يدفنون قشور الكركند في أفنية منازلهم، بدل القائها في النفايات خشية افتضاح أمرهم.
- شاع استعمال القراص الكبير والرغل بإضافة إلى أنواع أخرى من النباتات البرية في صنع الأخباز والحساء خلال المجاعات التي اجتاحت روسيا والاتحاد السوفياتي.
- في خلال فترة الحرب في المملكة المتحدة شاع أكل اللحوم المعلبة من نوع سبام وذلك لعدم توفر اللحوم الطازجة. اليوم ومع توفر اللحوم الطازجة يقتصر استهلاك اللحوم المعلبة في صنع الشطائر والفطائر وليس كبديل أساسي.
- في فترة الحرب العالمية الثانية شاع أكل القطط في مناطق شمال إيطاليا كبييدمونت إيميليا رومانا وليغوريا في أوقات المجاعة. كذلك لم تقتصر قوائم المطاعم الباريسية عند احتلال باريس خلال الحرب البروسية الفرنسية على القطط ؛ و لكن تضمنت أشياء أخرى كالكلاب الجرذان الأحصنة الحمير الجمال و حتى الفيول.
- خلال الاحتلال الياباني لشبه جزيرة الملاي و بسبب النقص الحاد في محاصيل الأرز, اضطر العديد من السكان المحليون إلى زراعة الجذور الدرنية الصلبة كالمنيهوت البطاطا الحلوة والقلقاس للبقاء على قيد الحياة.